# سفارة دولة فلسطين لدى تنزانيا
سفارة دولة فلسطين لدى تنزانيا هي الممثلية الدبلوماسية العُليا لدولة فلسطين لدى تنزانيا. تقع السفارة في دار السلام (تنزانيا).